# Угнать за 60 секунд (фильм, 2000)
«Угнать за 60 секунд» (англ. Gone in 60 Seconds) — американский боевик 2000 года с Николасом Кейджем в главной роли, который является ремейком одноименного фильма 1974 года Г. Б. Халицки. Сценаристом фильма был Скотт Розенберг, а режиссёром стал Доминик Сена. Продюсером выступил Джерри Брукхаймер.

## Сюжет
Рэндалл Рэйнс (Николас Кейдж), по кличке «Мемфис», после долгого отсутствия вынужден вернуться в свой родной город — его брат Кип Рэйнс (Джованни Рибизи) взял у Рэймонда Винсента Калитри (Кристофер Экклестон) заказ на угон пятидесяти дорогих автомобилей и не смог выполнить его. Рэндалл попытался вернуть долг своего брата, но Калитри вынудил его взять заказ, несмотря на то, что Рэндалл давным-давно завязал. В случае неудачи Калитри угрожает раздавить заживо Кипа автомобильным прессом.
Понимая, что одному ему не справиться, он обращается к своему старому другу Отто (Роберт Дюваль), и они вместе пытаются найти контакты своих бывших коллег по угонному цеху. К этой группе присоединяется брат Рэндалла и его друзья, вместе они принимаются за операцию. Но, несмотря на детальную подготовку и мастерство угонщиков, Мемфис не успевает доставить вовремя легендарную Eleanor (Shelby GT500 1967 года) из-за проблем с полицией, севшей к нему «на хвост».
Оказавшись у Калитри, Мемфис пытается убедить своего заказчика, что опоздание в несколько минут несущественно, и предлагает оставить 100 тысяч долларов из обещанных двухсот у себя за покорёженную машину, но Калитри неумолим, и Мемфиса ведут на «казнь». Полицейский и давний преследователь Рэндалла Роланд Каслбек (Делрой Линдо) мешает Калитри застрелить Рэндалла. Калитри уже собирается убить Каслбека, но Рэндалл сбрасывает Калитри с большой высоты. После недолгого общения полицейский детектив отпускает Рэндалла домой за то, что тот спас ему жизнь. Перед уходом «Мемфис» сообщает Каслбеку расположение угнанных машин.

## Актёры
| Актёр               | Роль                                |
| ------------------- | ----------------------------------- |
| Николас Кейдж       | Рэндолл «Мемфис» Рэйнс              |
| Анжелина Джоли      | Сара «Суэй» Уэйланд                 |
| Джованни Рибизи     | Кип Рэйнс                           |
| Делрой Линдо        | Детектив Роланд Каслбек             |
| Уилл Паттон         | Этли Джексон                        |
| Кристофер Экклестон | Рэймонд Винсент Калитри             |
| Чи Макбрайд         | Донни Эстрики                       |
| Роберт Дюваль       | Отто Халливелл                      |
| Скотт Каан          | Тумблер                             |
| Тимоти Олифант      | Детектив Драйкофф                   |
| Уильям Ли Скотт     | Тоби                                |
| Винни Джонс         | Сфинкс                              |
| Джеймс Дювал        | Фреб                                |
| ТиДжей Кросс        | Зеркалка                            |
| Фрэнсис Фишер       | Джуни Халливелл                     |
| Грейс Забриски      | Хелен Рэйнс                         |
| Master P            | Джонни Би                           |
| Кармен Аргензиано   | детектив Мейхью                     |
| Тревор Годдард      | Дон                                 |
| Дэн Хильдебранд     | Сол                                 |
| Майкл Пенья         | Игнасио                             |
| Джон Кэрролл Линч   | пристав                             |
| Кен Дженкинс        | телеевангелист (в титрах не указан) |

## Список автомобилей
Это список автомобилей, которые Мемфис должен был украсть для Калитри, вместе с их кодовыми именами. Список был взят из буклета к ранним выпускам DVD-фильма.
1. 1999 — Aston Martin DB7 — Мэри Асти
2. 1962 — Aston Martin DB1 — Барбара (на самом деле выпускать DB1 перестали в 1950. В фильме на самом деле представлена Aston Martin DB4 GT Zagato)
3. 1999 — Bentley Arnage — Линдси
4. 1999 — Bentley Azure — Лаура
5. 1964 — Bentley Continental — Альма
6. 1959 — Cadillac El Dorado — Мадлен (на самом деле в фильме представлена Cadillac Coupe de Ville)
7. 1958 — Cadillac El Dorado Brougham — Патриция
8. 1999 — Cadillac Escalade — Кэрол
9. 2000 — Cadillac El Dorado STS — Даниела
10. 1957 — Chevrolet Bel Air Convertible — Стефани
11. 1969 — Chevrolet Camaro Z28 — Эрин
12. 1953 — Chevrolet Corvette — Памела
13. 1967 — Chevrolet Corvette Stingray L71 — Стэйси
14. 2000 — Ford F-Series F-350 4x4, modified pickup — Энн (на самом деле в фильме используется F-250)
15. 1971 — DeTomaso Pantera — Кейт
16. 1969 — Dodge Charger Daytona — Ванесса
17. 1998 — Dodge Viper Coupe GTS — Дэнис
18. 1995 — Ferrari 355 B — Диана
19. 1997 — Ferrari 355 F1 — Айрис
20. 1967 — Ferrari 265 GTB/4 — Надин (на самом деле в фильме Ferrari 275 GTB/4.)
21. 1999 — Ferrari 550 Maranello — Анжелина
22. 1987 — Ferrari Testarossa — Роза
23. 1956 — Ford T-Bird — Сьюзан
24. 2000 — GMC Yukon — Меган
25. 1999 — Hummer H1 Truck 2 Doors — Трэйси
26. 1999 — Infiniti Q45 — Рэйчел
27. 1994 — Jaguar XJ220 — Бернадин
28. 1999 — Jaguar XK8 Coupe — Дебора (на самом деле в фильме Jaguar XJ8)
29. 1990 — Lamborghini LM SV — Джина (на самом деле в фильме 1994 Lamborghini Diablo SE30. LM SV чрезвычайно редки.)
30. 1999 — Lexus LS 400 — Хиллари
31. 1999 — Lincoln Navigator — Кимберли
32. 1957 — Mercedes Benz 300 SL/Gullwing — Дороти
33. 1999 — Mercedes Benz CL 500 — Донна
34. 1999 — Mercedes Benz S 600 — Саманта (на самом деле в фильме Mercedes Benz S 500)
35. 1998 — Mercedes Benz SL 600 — Эллен
36. 1950 — Mercury Custom — Габриэла
37. 1971 — Plymouth Hemi 'Cuda — Шэннон
38. 1969 — Plymouth Road Runner — Джессика (в фильме используется Plymouth Superbird)
39. 1965 — Pontiac GTO — Шэрон
40. 1999 — Porsche 996 — Тина
41. 2000 — Porsche Boxster — Марша
42. 1961 — Porsche 356B Speedster — Натали
43. 1988 — Porsche 959 — Вирджиния
44. 1997 — Porsche 911 Twin Turbo — Таня
45. 2000 — Rolls-Royce Park Ward Stretch limousine — Грейс
46. 1966 — Shelby AC Cobra — Эшли
47. 1967 — Shelby Mustang GT 500 — Элеанор
48. 2000 — Toyota Land Cruiser — Кэти
49. 1998 — Toyota Supra Turbo — Линн
50. 2000 — Volvo Turbo Wagon R — Лиза (в фильме Volvo V70 R)

## Саундтрек
- Moby — «Flower»
- Method Man и Redman — «Da Rockwilder»
- The Crystal Method — «Busy Child»
- Gomez — «Machismo»
- Lori Carson — «You Won’t Fall»
- Johnny Cash — «Folsom Prison Blues»
- Citizen King — «Better Days (and the Bottom Drops Out)»
- Groove Armada — «Rap»
- Alabama 3 — «Too Sick to Pray»
- Groove Armada — «If Everybody Looked the Same»
- BT — «Never Gonna Come Back Down»
- Apollo Four Forty — «Stop the Rock»
- The Cult — «Painted On My Heart»
- Ice Cube — «Roll All Day»
- The Chemical Brothers — «Leave Home»
- The Commodores — «Brick House» (в фильме не звучит, спета одним из персонажей)
- Caviar — «Sugarless»
- DMX — «Party Up (Up in Here)»
- Jane's Addiction — «Been Caught Stealing»
- George Thorogood and the Destroyers — «Ride on Josephine»
- Torch Song — «Shine on Me»
- War — «Low Rider»
- Trevor Rabin — «Keys To Eleanor»

Треки, перечисленные выше, расположены не в хронологическом порядке.

## Саундтрек (score)
За авторством Тревора Рэбина.
1. Porsche Boost
2. The Last Car
3. Keys To Eleanor
4. 50 Cars
5. Sphinx
6. Bad Man
7. For The Cars
8. Roundabend
9. Meet The Team
10. Memphis Jumps Elle
11. The Throb
12. Bad English
13. Halls Of Dalmorgan
14. Big Drag
15. Bad Carma